# Tr’ochëk

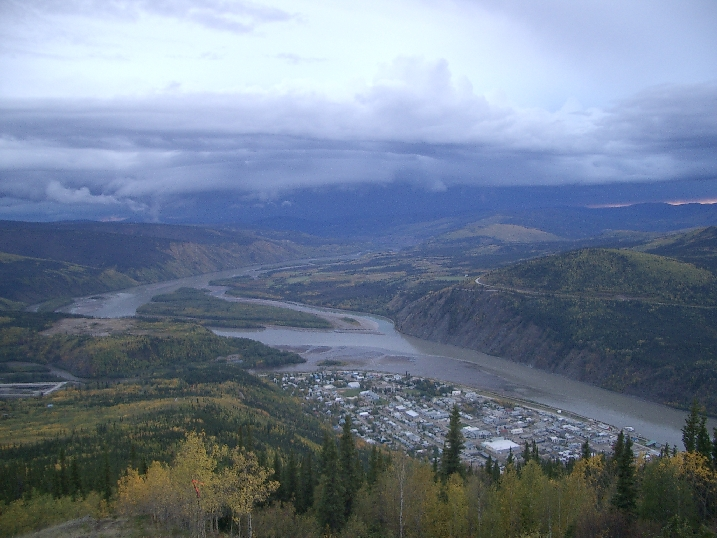
Tr’ochëk und Dawson

Tr’ochëk war ein traditioneller Fischplatz der Hän am Zusammenfluss von Klondike und Yukon im heutigen kanadischen Territorium Yukon.
Heute befindet sich die Stelle im Besitz der Tr’ondek Hwech’in First Nation und wird vom First Nation’s Department of Heritage, dem für Denkmäler zuständigen Ministerium der First Nations (Indianer) verwaltet.
Vor und während des Klondike-Goldrauschs (1896 bis 1898) war Tr’ochëk das Sommerlager von Häuptling Isaac, dem Führer der Tr’ondek Hwech’in. Hier wurden  Elche (Moose) und Karibus, vor allem aber Lachse gefangen.
Unmittelbar auf der gegenüberliegenden nördlichen Flussseite entstand Dawson, die mit Abstand größte Goldgräberstadt mit kurzzeitig über 40.000 Einwohnern. Während des Goldrauschs wurde ein erheblicher Teil des Bodens abgetragen, die Vegetation weitgehend zerstört. Zwischen den beiden Orten entstanden Holzbrücken, die jedoch dem Eisgang des Yukon zum Opfer fielen. Lousetown, ab Ende 1897 auch Klondike City genannt, hatte jedoch den entscheidenden Nachteil, dass die Schaufelraddampfer hier nur schwer anlegen konnten, während Dawsons Flussufer dies leicht ermöglichte. Ähnlich erging es den beiden Pfaden, die zur Mündung des Bonanza Creek und über den Klondike Hill zum Eldorado Creek führten, wo zahlreiche Claims der Goldsucher bestanden. Mit der Brücke, die ab April 1901 den Klondike überspannte, umging  die Zugangsstraße Klondike City.
John J. Healy, Manager der North American Trading and Transportation Company, veranlasste den Bau einer Sägemühle nach Klondike Island, einer Insel im Klondike zwischen Dawson und Lousetown. Sie wurde von Forty Mile hierher transportiert. Doch bis 1908 mussten die Sägemühlen um Dawson wieder ihren Betrieb aufgeben, kurz nach 1910 stellte auch die auf Klondike Island wieder ihren Betrieb ein. Um 1900 wurde ein Teil der Insel für den Gartenbau genutzt. Zwischen 1901 und 1917 erwarben Betreiber von Gärten Grundstücke auf Klondike Island, und weit bis in die 1930er Jahre wurde Gartenbau betrieben. 
Um Konflikten mit den Goldgräbern aus dem Weg zu gehen, zogen die Indianer einige Kilometer flussabwärts an eine Stelle namens Moosehide. Erst in den 1950er Jahren begannen die Tr’ondëk Hwëch’in die alte Stelle wieder zu besiedeln, nachdem Dawson weitgehend entvölkert war.
Dies war möglich, weil mit dem Bevölkerungsrückgang auch die Zahl der Prostituierten zurückging, die letzten verließen den Ort in den 1950er Jahren.
1975 bezeichneten die Tr’ondek Hwech’in den Ort als kulturell und historisch von größter Bedeutung, doch 1977 setzten sich Goldsucher auf der Stätte fest. In den 1990er Jahren klagten sie gegen nicht mit ihnen abgesprochene Explorationsunternehmungen auf ihrem Boden und erklärten 1998 das Gebiet zu einer historischen Stätte. Am 18. Juli 2002 wurde das Gebiet von der kanadischen Regierung als „Tr'ochëk National Historic Site of Canada“ zu einer „nationalen historischen Stätte“ im Yukon erklärt.
Die Auswirkungen des Goldrausches auf die traditionelle Landnutzung, das Siedlungsmuster sowie die Wirtschaft der Tr’ondek Hwech’in First Nation und die Erinnerung an das damit verbundene Leid, die Enteignung und Marginalisierung der indigenen Bevölkerung wird von der UNESCO als schützenswert betrachtet. Im Jahr 2023 erklärte die UNESCO deshalb während der 45. Session des Welterbekomitee ein etwa 50 ha großes Gebiet in Tr’ochëk sowie sieben weitere mit der Geschichte der Tr’ondek Hwech’in und dem Goldrausch verbundene Gebiete (Fort Reliance, Ch’ëdähdëk (Forty Mile), Ch’ëdähdëk Tth’än K’et (Dënezhu Friedhof), Fort Cudahy und Fort Constantine, Dawson City, Jëjik Dhä Dënezhu Kek’it (Moosehide), Tthe Zrąy Kek’ìt (Black City)) mit einer Fläche von insgesamt etwa 335 ha unter dem Titel Tr’ondëk-Klondike zum Weltkulturerbe.